# Carebara nuda
Carebara nuda é uma espécie de inseto do gênero Carebara, pertencente à família Formicidae.